# 30724 Peterburgtrista
30724 Peterburgtrista è un asteroide della fascia principale. Scoperto nel 1978, presenta un'orbita caratterizzata da un semiasse maggiore pari a 3,1755686 UA e da un'eccentricità di 0,0354493, inclinata di 21,28363° rispetto all'eclittica.
L'asteroide è dedicato al 300º anniversario della nascita della città di San Pietroburgo, avvenuta nel 2003.